# Kirill Chevtchenko
Pour les articles homonymes, voir Chevtchenko.
Kirill ou Kyrylo Chevtchenko (en ukrainien : Кирило Шевченко, en anglais : Kirill Shevchenko) est un joueur d'échecs ukrainien puis roumain né le 22 septembre 2002 à Kiev. En 2023, il quitte la fédération d'échecs d'Ukraine et décide de jouer pour la Roumanie.
Au 1er octobre 2024, il est le 2e joueur roumain avec un classement Elo de 2 656 points. Son Elo maximum est de 2694, atteint en juin 2023.

## Biographie et carrière
En 2017, Chevtchenko marque 7 points sur 11 au championnat d'Europe d'échecs individuel et finit à la 51e place. La même année, il obtient le titre de grand maître international à quatorze ans et dix mois et finit 24e du championnat du monde d'échecs junior avec 7 points sur 11.
En 2018, il marque 7,5 points sur 11 au championnat d'Europe individuel et finit à la 19e place ex æquo (32e au départage).
En novembre 2020, il finit deuxième ex æquo du championnat d'Ukraine remporté par Anton Korobov.
En 2023, Kirill Chevtchenko quitte la fédération d'Ukraine des échecs, et rejoint la fédération de Roumanie. Il y remporte immédiatement son premier championnat de Roumanie.
Lors de la Coupe du monde d'échecs 2023, il est exempt au premier tour, il bat l'Israélien Ilya Smirin au second tour puis perd au troisième tour face au Russe Alekseï Sarana.

## Accusation de triche
Le 14 octobre 2024, il est exclu du championnat d'Espagne par équipes par le comité de la compétition après avoir été accusé de tricher en utilisant son téléphone portable lors des parties contre Paco Vallejo et Bassem Amin. Le comité déclare la perte sur tapis vert des deux matchs qu'il avait joués. Son club de Silla dépose alors une plainte, affirmant que les preuves trouvées ne certifiaient pas à 100 % que le téléphone appartenait à leur joueur, qui a nié et quitté l'hôtel Melilla Puerto où se déroule le championnat ; il a aussi rendu l'argent qu'il avait reçu pour y participer.